# اکسیژن مورد نیاز بیولوژیکی

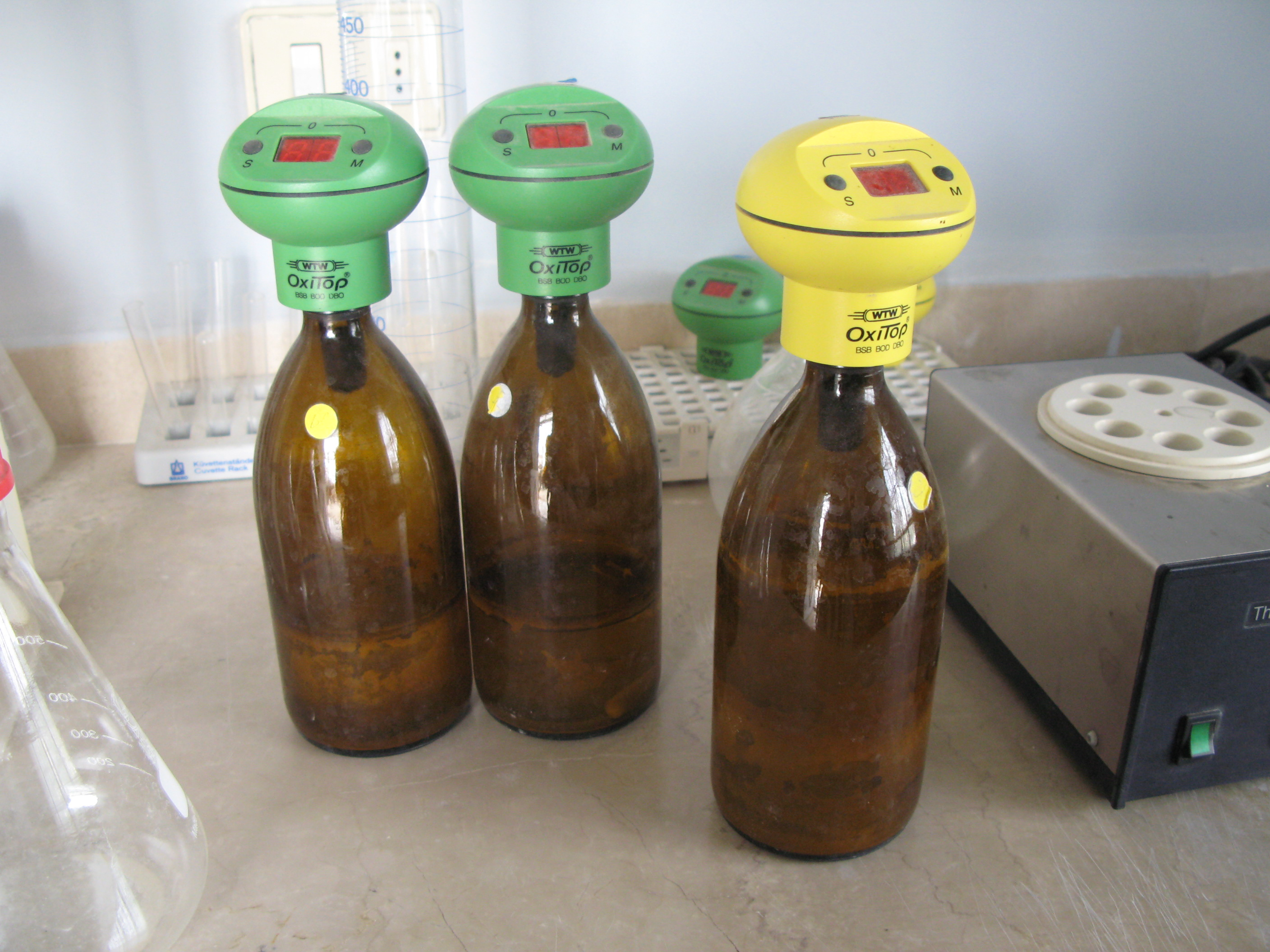
بطری نمونه آب فاضلاب جهت آزمایش اکسیژن مورد نیاز بیو شیمیائی

اکسیژن مورد نیاز بیو شیمیائی (به انگلیسی: Biochemical oxygen demand) یا (به انگلیسی: BOD)، شاخصی برای اندازه‌گیری مواد آلی قابل تجزیه توسط باکتری‌ها در آب است. مقدار این متغیر کیفی در دمای ۲۰ درجه سانتیگراد اندازه‌گیری می‌شود. مدت زمان انجام آزمایش BOD پنج روز می‌باشد. در آزمایش BOD پنج روزه سه نوع فرایند رخ می‌دهد:
1. فرایند اکسایش که بار آلی اکسیده شده و محصولاتی مانند کربن دی‌اکسید و آب و انرژی تولید می‌شود.
2. فرایند زیست توده که میکرو ارگانیزم‌های جدید تولید می‌شوند.
3. فرایند خود خوری که میکرو ارگانیزها در شرایط کمبود غذا از درون یاخته خود برای متابولیسم استفاده می‌کنند.[۲]

## تاریخچه
کمیسیون سلطنتی آلودگی رودخانه‌ها در سال ۱۸۶۵ تأسیس گردید. تشکیل کمیسیون سلطنتی دفع فاضلاب در سال ۱۸۹۸ منجر به آزمایش مقدار اکسیژن محلول مورد نیاز در یک زمان معین برای تخریب بیولوژیکی ترکیبات فاضلاب به عنوان آزمایش قطعی برای آلودگی رودخانه‌ها گردید. پنج روز به عنوان یک دوره آزمایشی مناسب انتخاب شد، زیرا ظاهراً در بریتانیا این طولانی‌ترین زمانی است که آب رودخانه از منبع به مصب طی می‌کند. کمیسیون سلطنتی در ششمین گزارش خود توصیه کرد که مجموعه استاندارد باید ۱۵ قسمت وزنی در میلیون باشد. با این حال، کمیسیون در گزارش نهم خود، استاندارد توصیه شده را اصلاح کرده بود.